# Buena Vista, Chicontepec
Buena Vista är en ort i Mexiko.   Den ligger i kommunen Chicontepec och delstaten Veracruz, i den sydöstra delen av landet, 200 km nordost om huvudstaden Mexico City. Buena Vista ligger 527 meter över havet och antalet invånare är 161.
Terrängen runt Buena Vista är huvudsakligen kuperad, men åt nordost är den platt. Runt Buena Vista är det ganska tätbefolkat, med 120 invånare per kvadratkilometer. Närmaste större samhälle är Xochiatipan de Castillo, 20,0 km sydväst om Buena Vista. Trakten runt Buena Vista består till största delen av jordbruksmark.